# Jean Lambert (femme politique)
Jean Lambert, née le 1er juin 1950 à Orsett, est une femme politique britannique, membre du Parti vert de l'Angleterre et du pays de Galles.

## Biographie
Lors des élections européennes de 1999, elle a été élue au Parlement européen, où elle siège au sein du groupe des Verts/Alliance libre européenne. Elle a été réélue en 2004, en 2009 et en 2014.
Depuis 2009 elle est la présidente de la délégation pour les relations avec les pays de l'Asie du Sud. Elle est également membre de la Commission de l'emploi et des affaires sociales depuis 1999.
En janvier 2017, elle se porte candidate à la présidence du Parlement européen au nom du groupe Verts/ALE.